# Megálos Alexándros
Le dème Megálos Alexándros, en grec moderne : Δήμος Μεγάλου Αλεξάνδρου / Dímos Megálou Alexándrou, qui signifie en français : dème Alexandre le Grand, est un ancien dème de Macédoine-Centrale, en Grèce. En 2010, il est fusionné dans celui de Pella.
Selon le recensement de 2011, la population du dème compte 8 140 habitants.